# Mancomunidad La Guareña
La Mancomunidad La Guareña es una agrupación voluntaria de municipios para la gestión en común de determinados servicios de competencia municipal, creada por varios municipios en la provincia de Zamora, de la comunidad autónoma de Castilla y León, España.
Tiene personalidad jurídica propia, además de la consideración de entidad local. Engloba una población de casi 5.000 habitantes diseminados en diferentes núcleos de población de la comarca de La Guareña.

## Municipios integrados
La mancomunidad La Guareña está formada por los siguientes municipios:
- Argujillo
- Cañizal
- Castrillo de la Guareña
- El Maderal
- El Pego
- Fuentelapeña
- Fuentesaúco
- Guarrate
- La Bóveda de Toro
- San Miguel de la Ribera
- Vadillo de la Guareña
- Vallesa de la Guareña
- Villabuena del Puente
- Villaescusa
- Villamor de los Escuderos

## Sede
Sus órganos de gobierno y administración tendrán sede en la localidad de La Bóveda de Toro.

## Fines
Son fines de la Mancomunidad:
- Servicio de recogida domiciliaria de basuras.
- Asesoramiento técnico.
- Asistencia social.
- Mantenimiento de servicios y bienes municipales.
- Promoción cultural y deportiva.
- Planes de empleo.
- Recaudación de tributos municipales.
- Servicio contra incendios.
- Crematorio de animales.
- Servicio de velatorio-tanatorio móvil.

## Estructura orgánica
El gobierno, administración de la mancomunidad corresponde a los siguientes órganos:
- Presidente y vicepresidente.
- Asamblea de concejales.
- Consejo directivo.

La representación corresponde al presidente de la mancomunidad o persona que legalmente le sustituya.
El consejo directivo estará formado por cinco miembros, incluido el presidente, que serán nombrados y separados por el mismo.